# دریاچه عطاآباد
دریاچه عطاآباد (اردو: عطا آباد جھیل) که دریاچه گوجال نیز نامیده می‌شود، دریاچه‌ای در گوجال در دره هونزا واقع در منطقه گلگت-بلتستان پاکستان است. این دریاچه در ژانویه ۲۰۱۰ بر اثر سد لغزشی تشکیل شد و از آن زمان به دلیل رنگ منحصر به‌فرد و منظره کوه‌های پس‌زمینه به عنوان یک جاذبه گردشگری شناخته می‌شود.

## نگارخانه

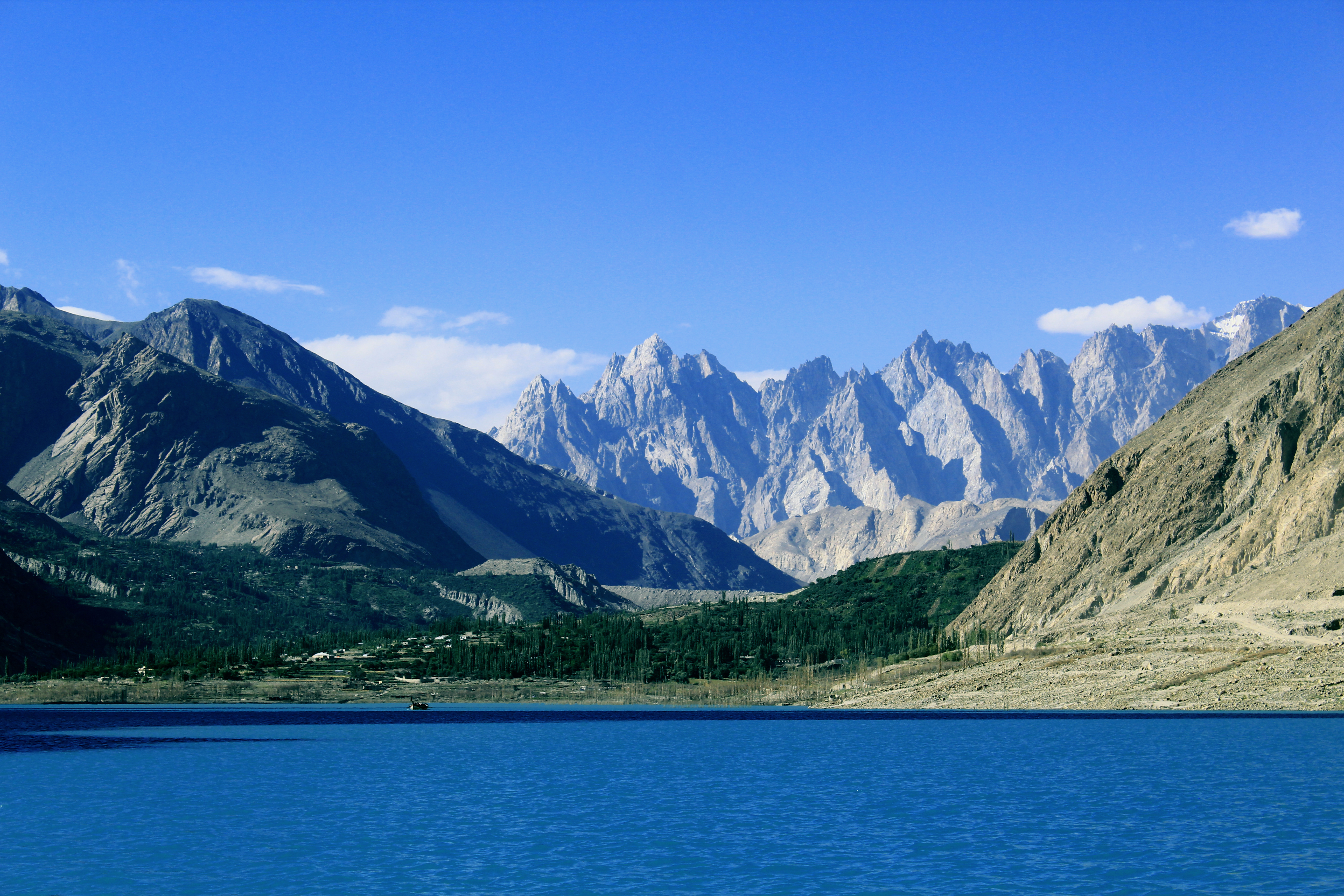
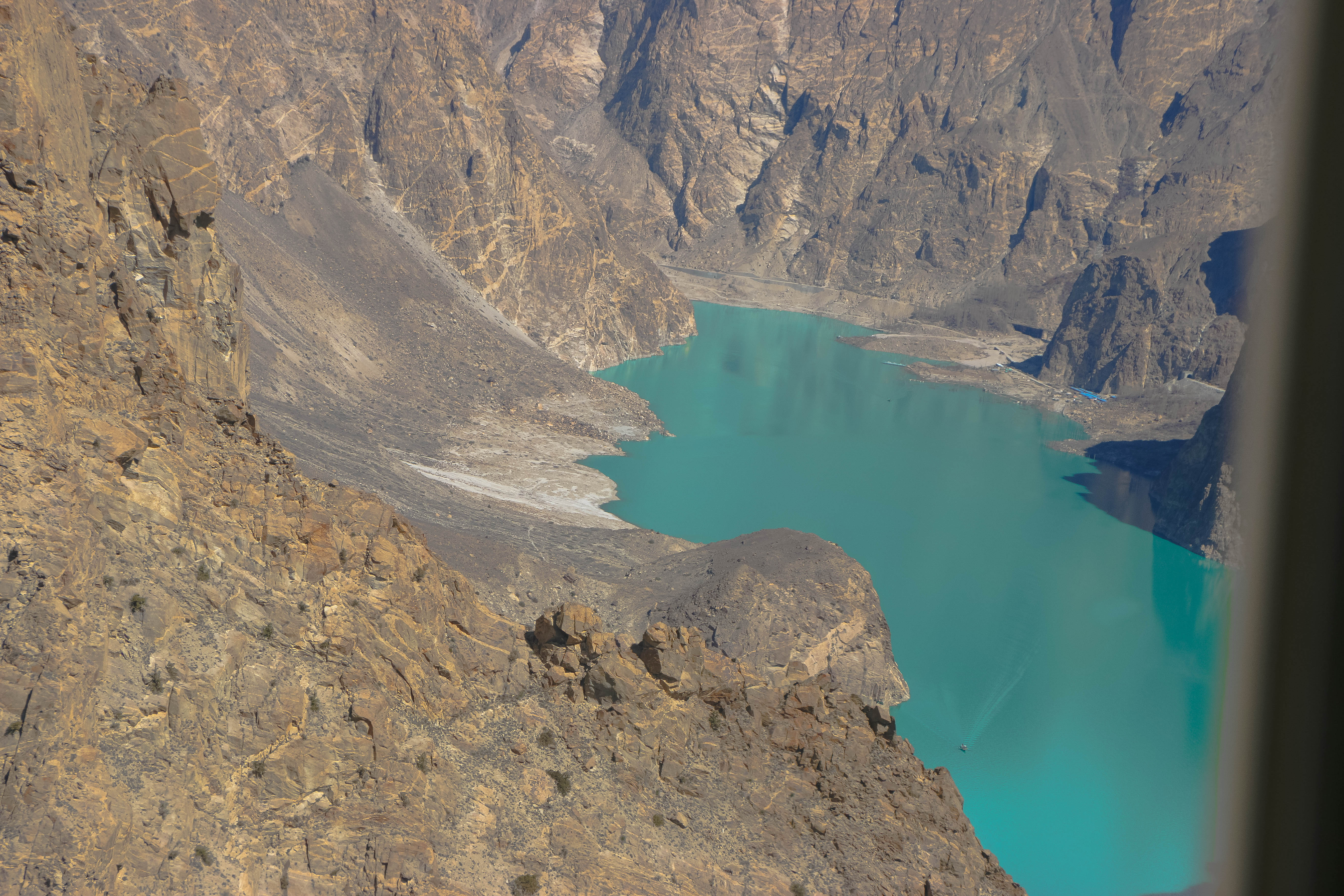
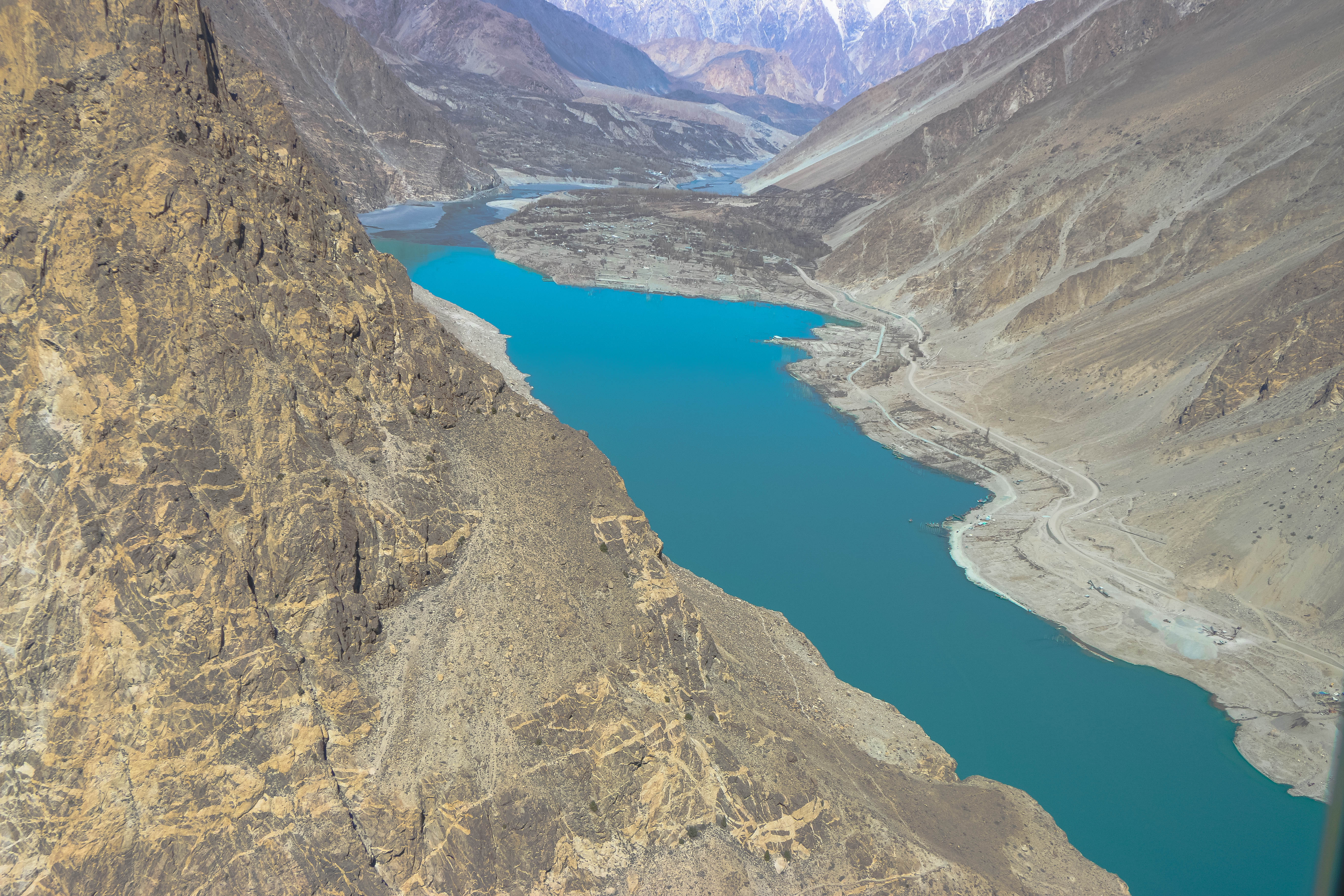
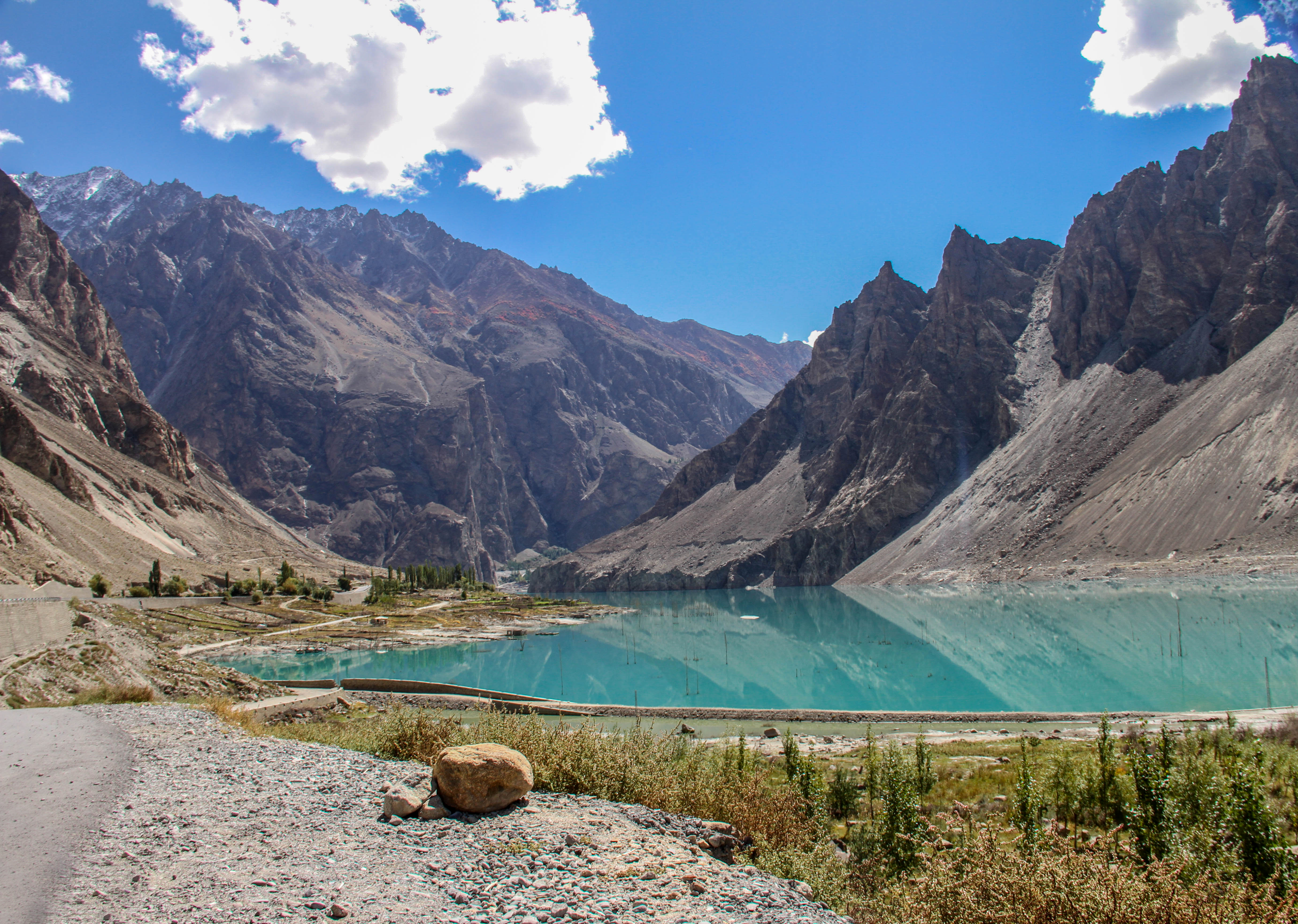
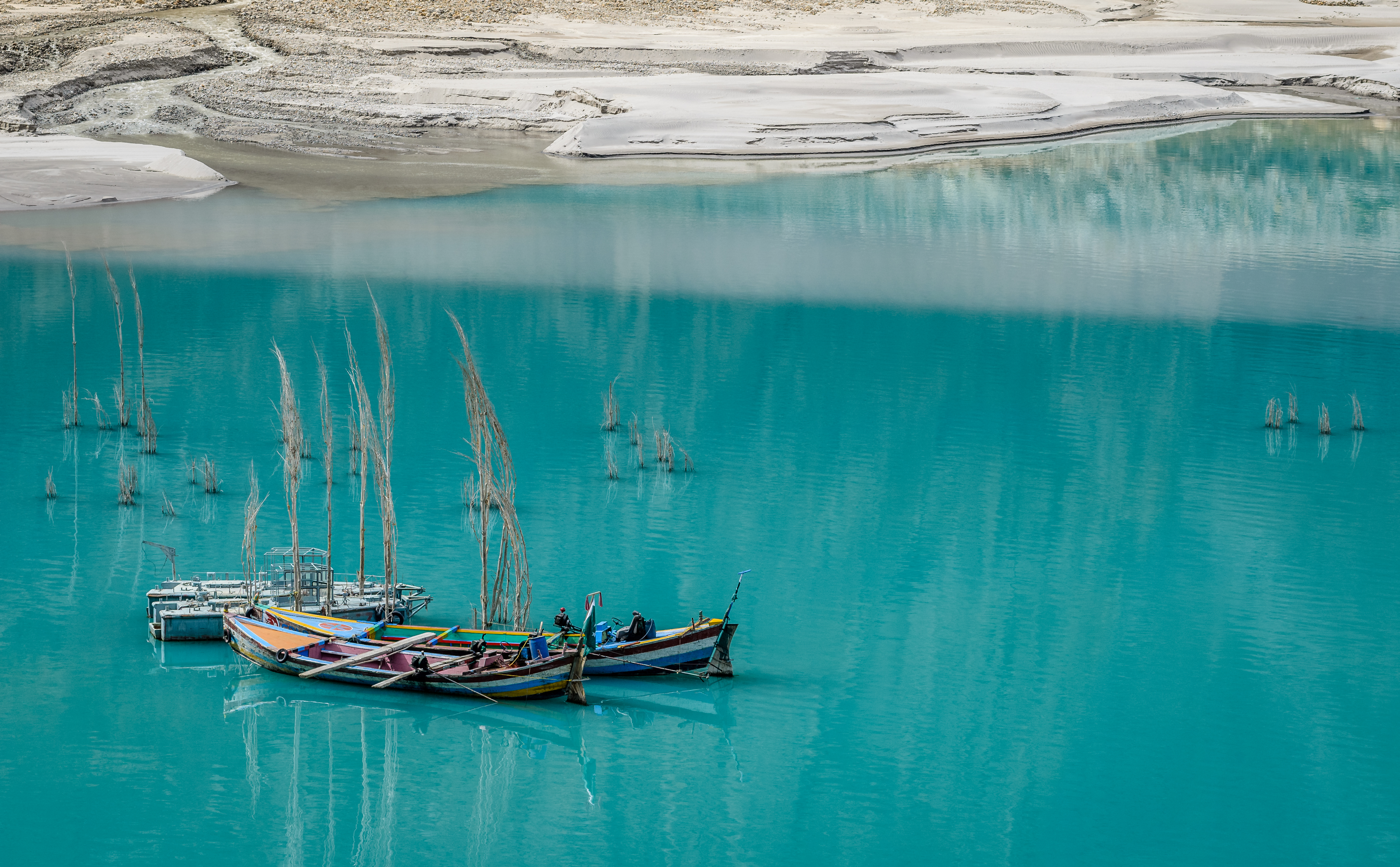
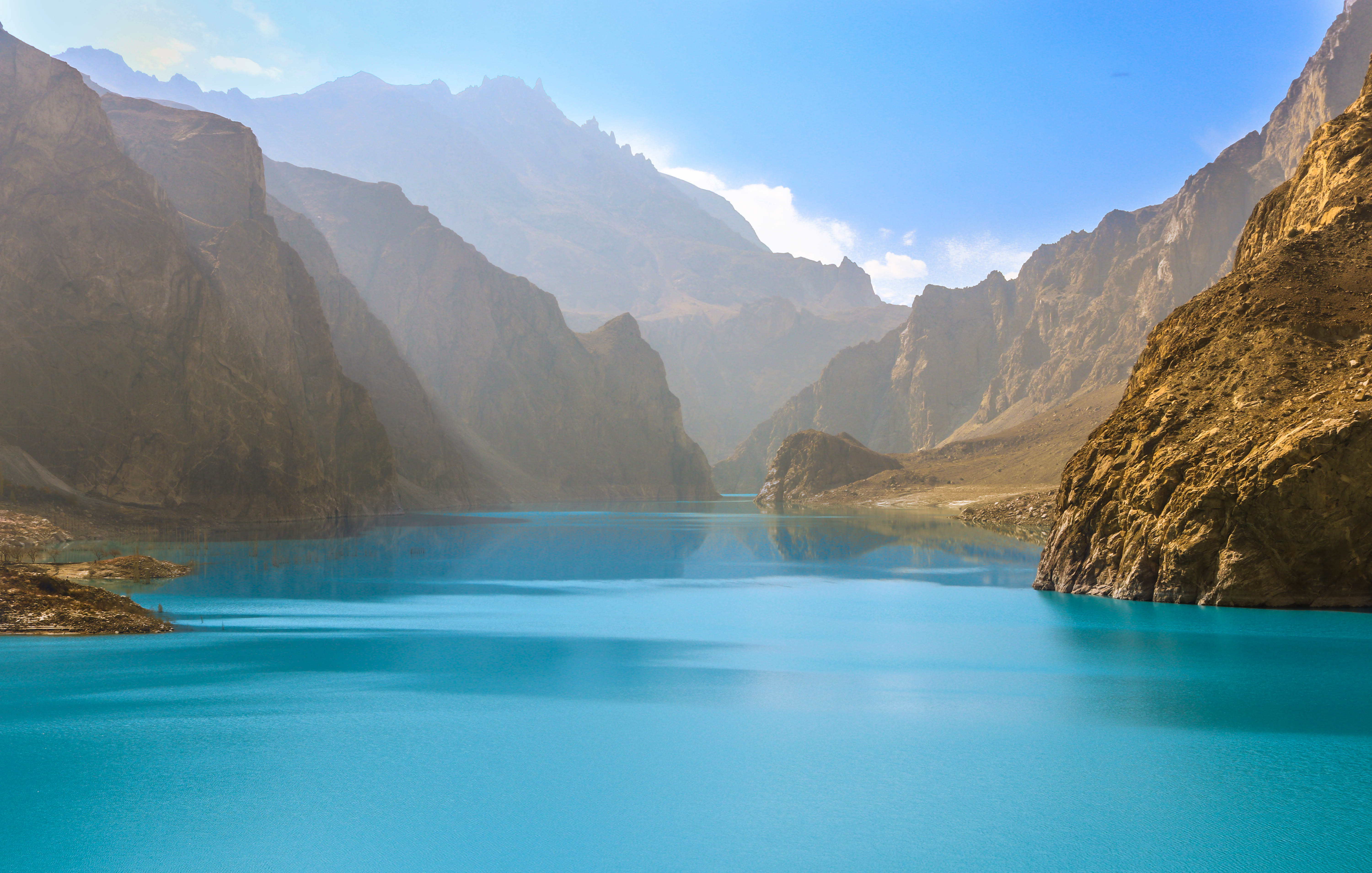
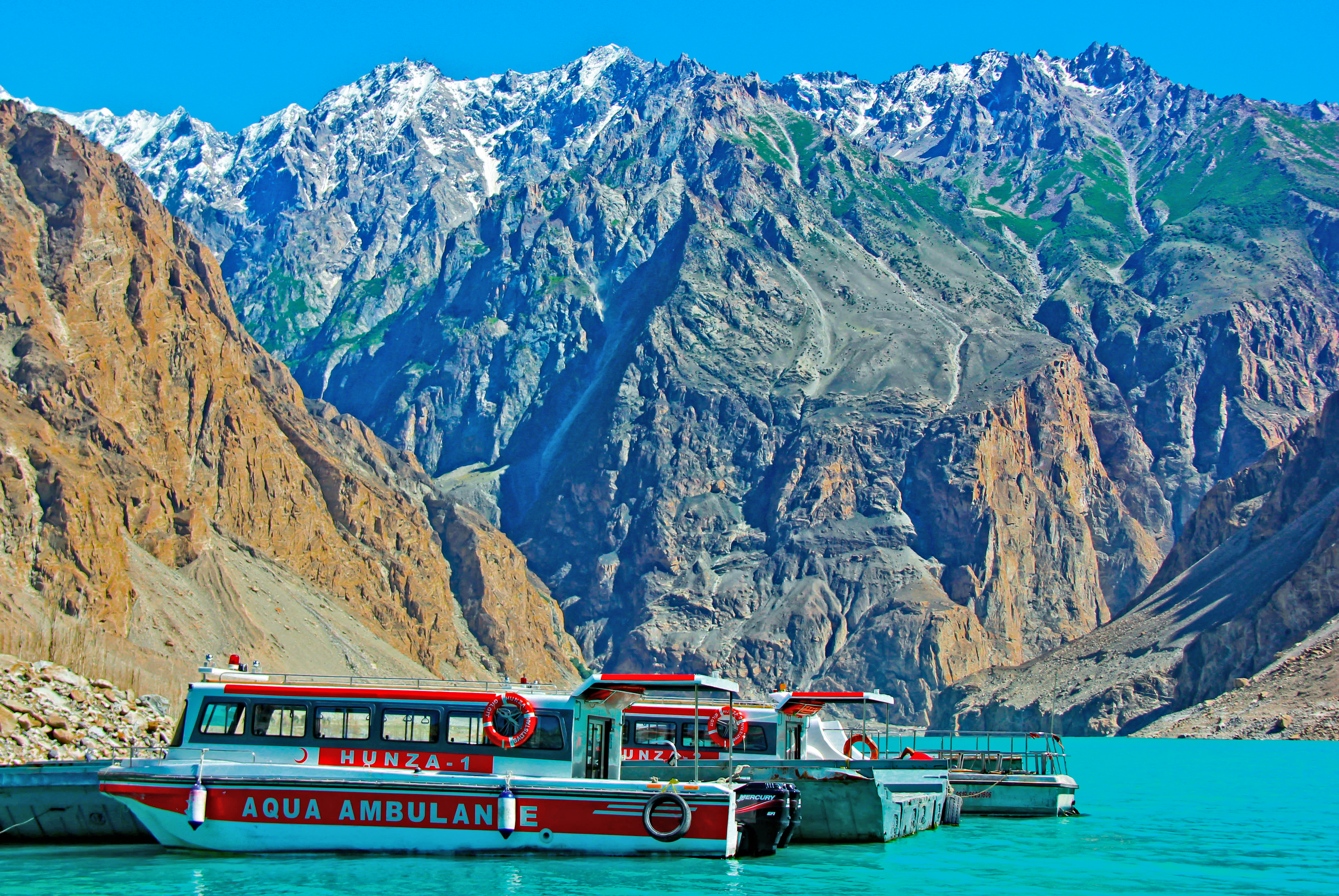
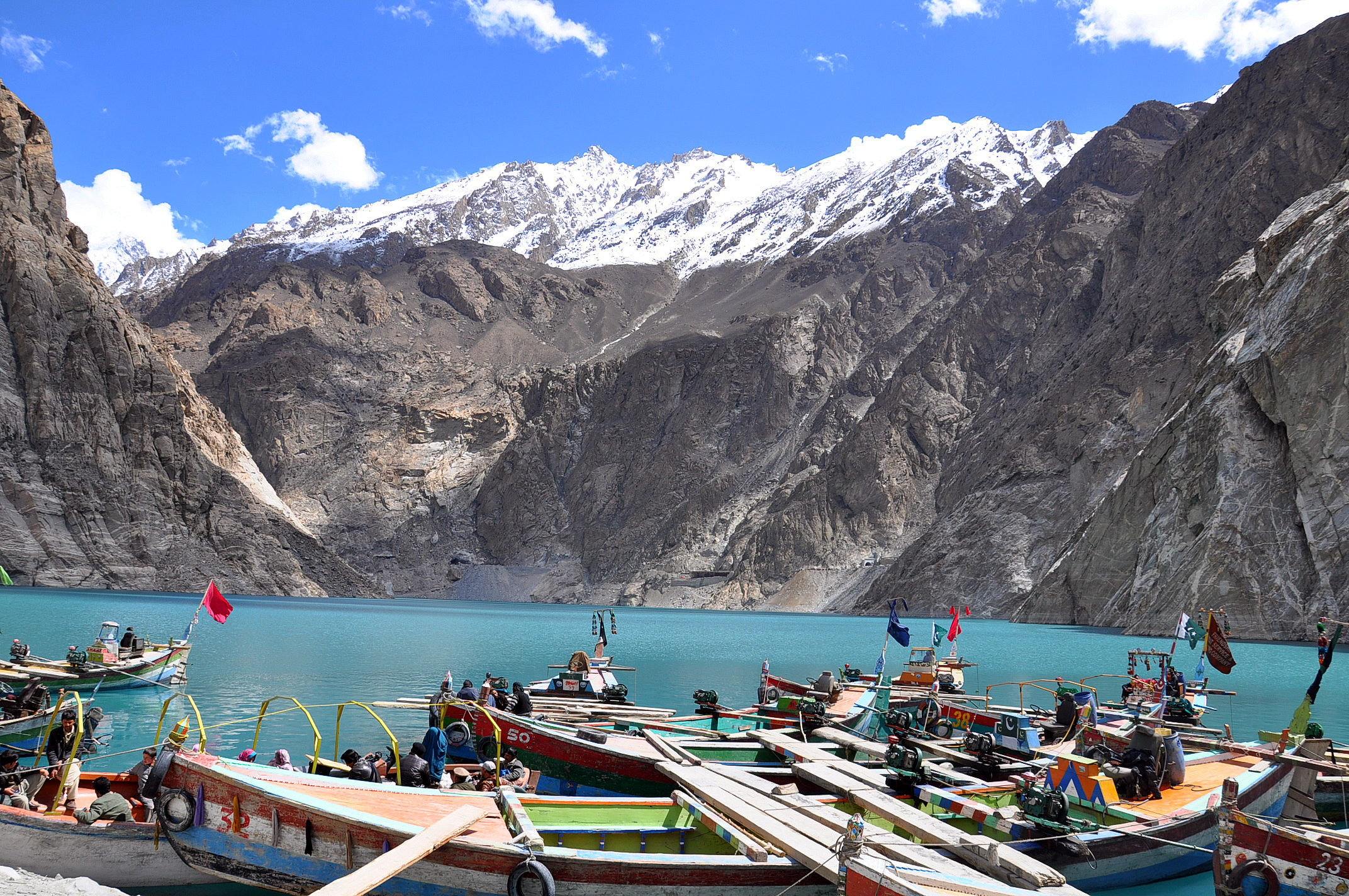
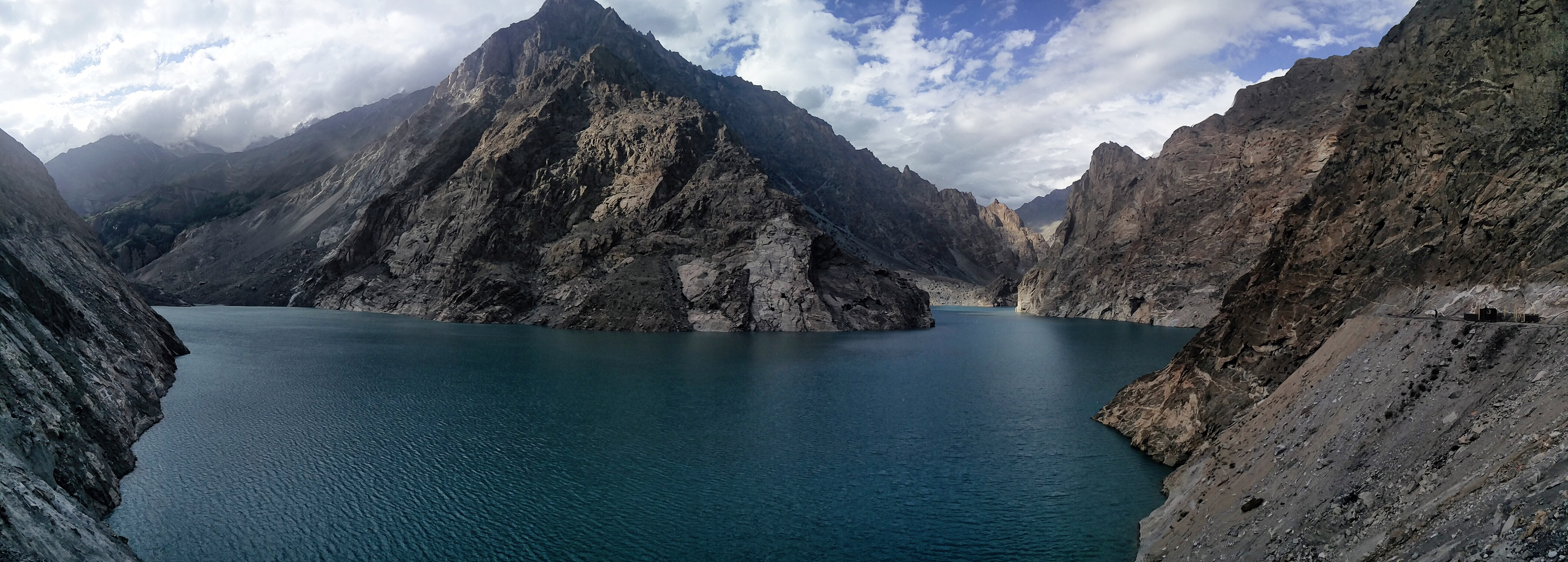
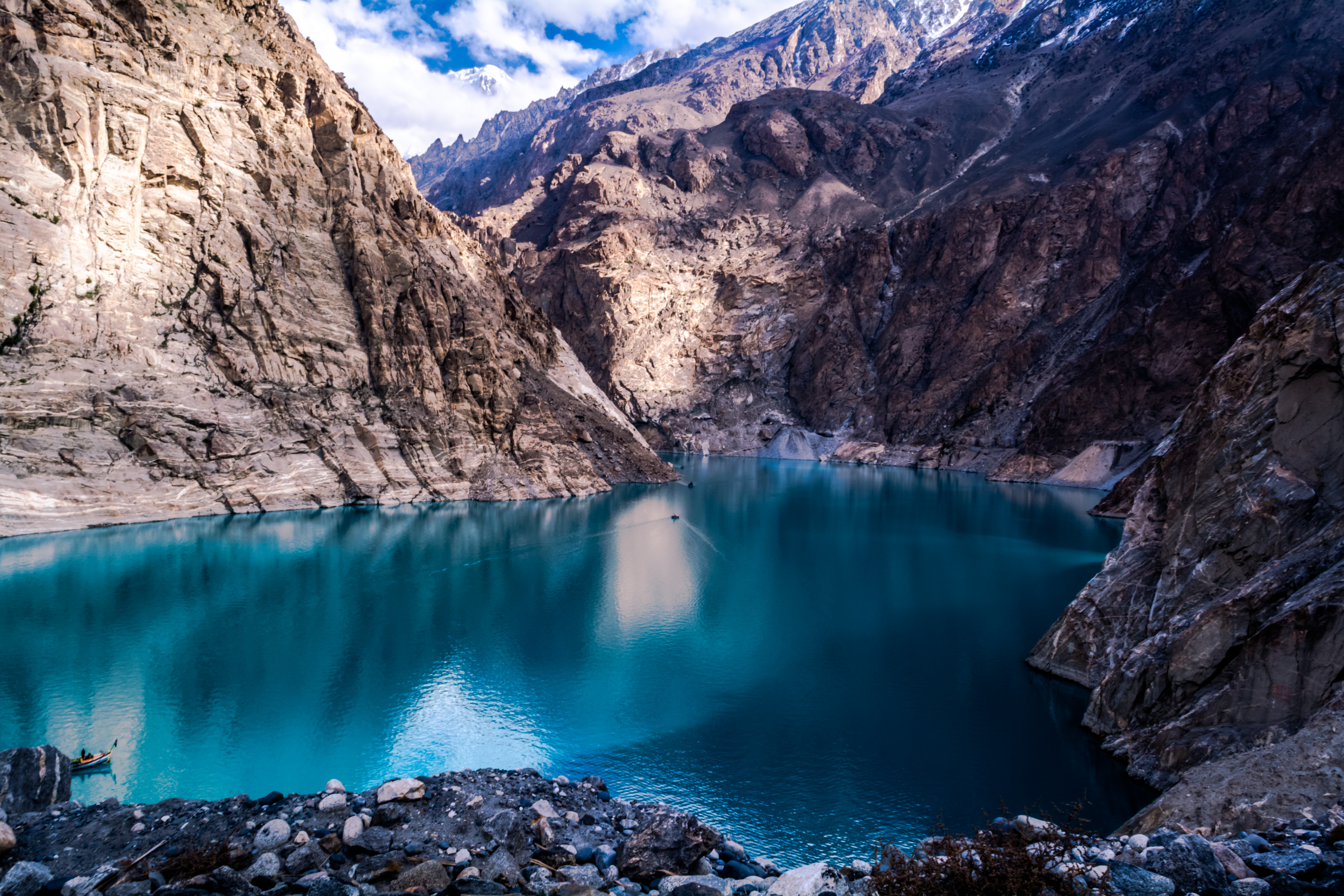
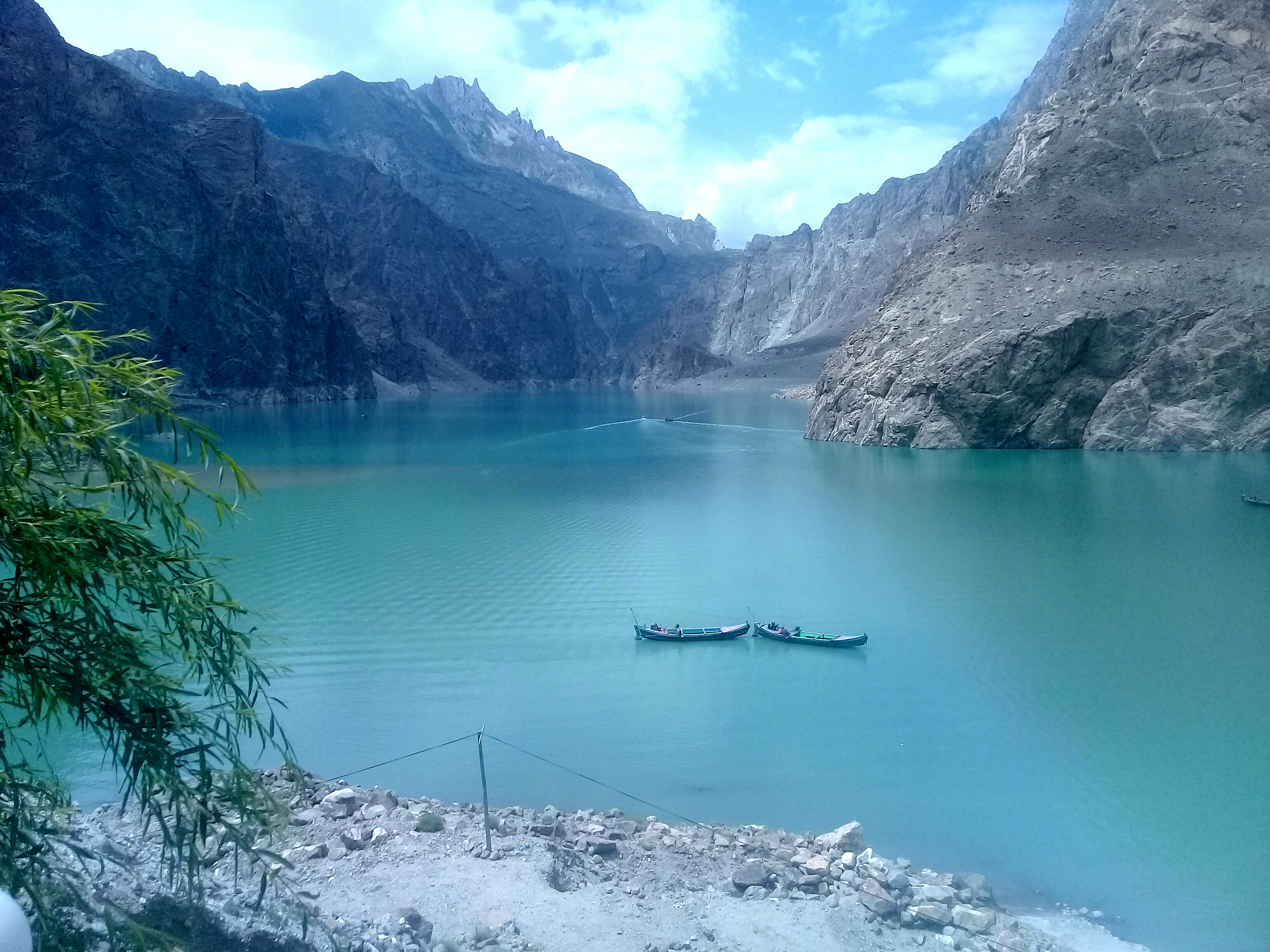
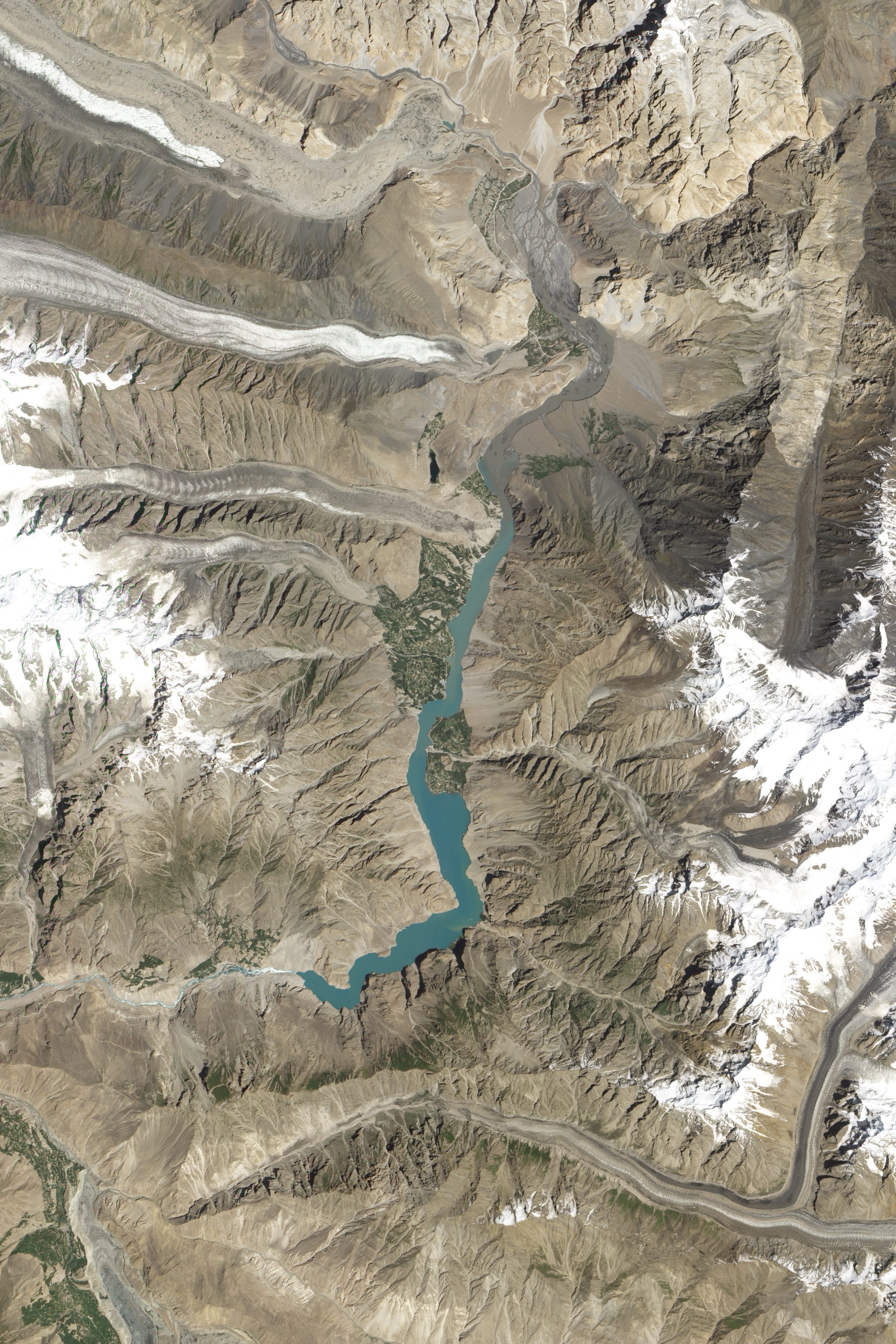
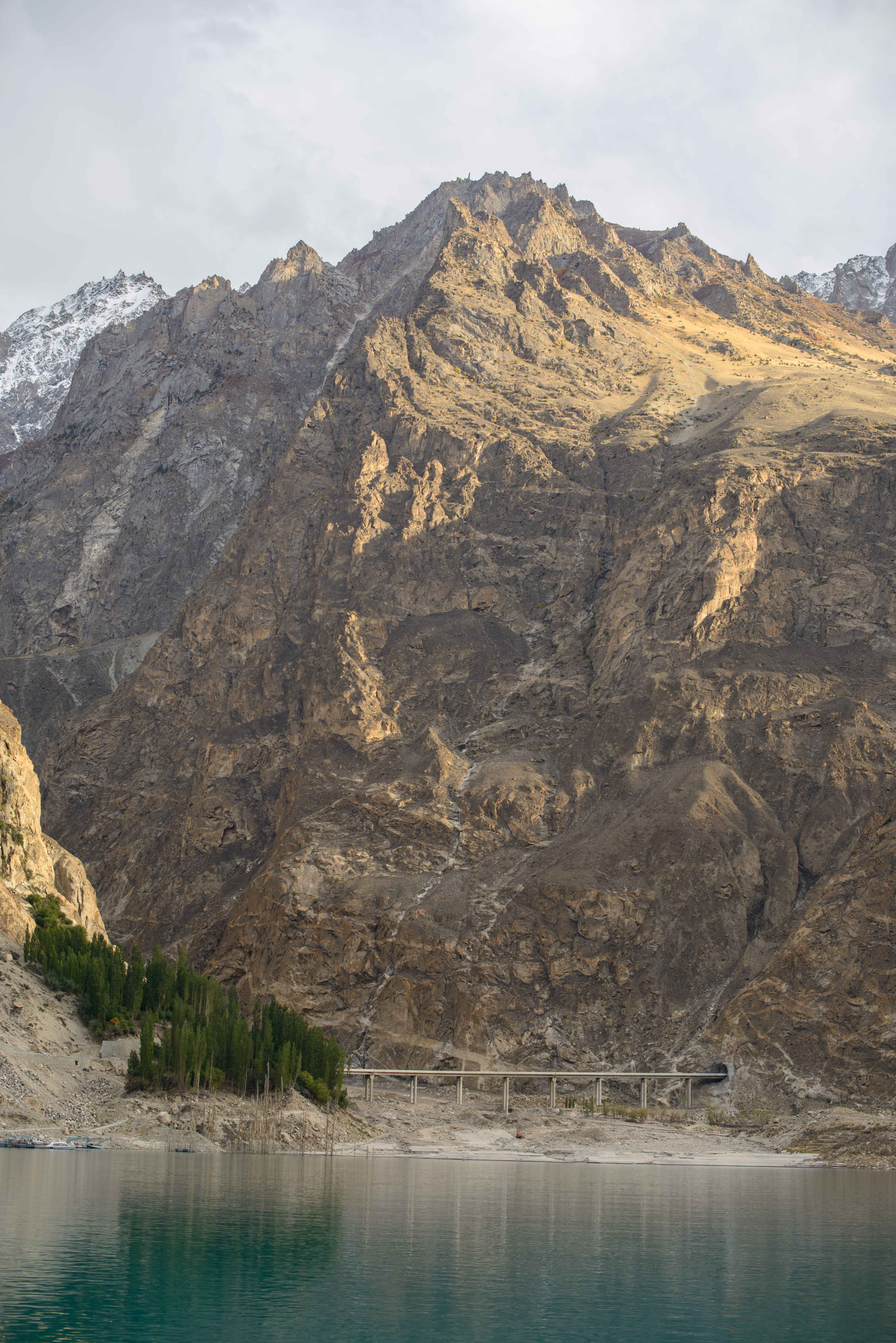